# Línea 3 (Comodoro Rivadavia)
La línea 3 es una línea de colectivos de Comodoro Rivadavia que une Abel Amaya con el centro de la ciudad, en un trazado troncal principalmente sobre Avenida Kennedy y Avenida Rivadavia.
La línea es operada por Transportes Patagonia Argentina SRL.

## Historia
Anteriormente, esta línea era explotada bajo la Empresa Jorge Newbery (Los blancos) durante el boom petrolero en la ciudad, después en la década del 1980 quedaron dos empresas el cual agruparon las líneas; Transportes Comodoro
Y Transportes Patagonia, el cual en el 2007 la última mencionada se quedó con todo el monopolio del servicio en Comodoro Rivadavia.

## Cuadro Tarifario
| Boleto                      | Tarifa    |
| --------------------------- | --------- |
| Primera sección (Urbano)    | $22       |
| Segunda sección (Suburbano) | No aplica |
| Tercera sección (Diadema)   | No aplica |
| Cuarta sección (Rada Tilly) | No aplica |
| Estudiante                  | $11       |
| Jubilado                    | $11       |
| Discapacitado               | $0.00     |
| Policía del Chubut          | $0.00     |

En el caso de los boletos de estudiante y jubilado reciben un subsidio de la municipalidad de Comodoro Rivadavia que les cubre un 50% del valor del boleto en 2 pasajes díarios, mientras que el restante 50% lo proporciona el gobierno de Chubut a través del TEG Chubut.

## Recorrido

### 3: 30 de Octubre - Centro
| 3          | Primer servicio A: Centro | Primer servicio A: Abel Amaya | Último servicio A: Centro | Último servicio A: Abel Amaya |
| Laborables | 05:00                     | 05:30                         | 23:30                     | 00:00                         |
| Sábados    | 05:00                     | 05:30                         | 23:30                     | 00:00                         |
| Festivos   | 05:00                     | 05:30                         | 23:30                     | 00:00                         |

Ida
| BUS2 | KBHFa |

|  | BHF |

|  | BHF |

|  | BHF |

|  | BHF |

|  | BHF |

|  | BHF |

|  | KBHFe |

Regreso: 
| BUS | KBHFa |

|  | BHF |

|  | BHF |

|  | BHF |

|  | BHF |

|  | BHF |

|  | BHF |

|  | BHF |

|  | KBHFe |